# آنتونی لی‌جان براون
آنتونی لی‌جان براون (انگلیسی: Anthony Brown؛ زادهٔ ۱۰ اکتبر ۱۹۹۲) بازیکن بسکتبال اهل ایالات متحده آمریکا است.
از باشگاه‌هایی که در آن بازی کرده‌است می‌توان به لس آنجلس لیکرز اشاره کرد.